# Éditions Rougerie
Pour les articles homonymes, voir Rougerie.
Les éditions Rougerie sont une maison d'édition spécialisée dans l'édition de poésie contemporaine et de livres d'artistes. Elles sont basées à Mortemart près de Limoges. Elles ont édité la revue Poésie présente.

## Historique
René Rougerie crée les éditions Rougerie en 1948 à Limoges en Haute-Vienne. Il édite alors les Cantilènes en gelée de Boris Vian puis d'autres auteurs, peu connus à l'époque : Victor Segalen, René Guy Cadou, Max Jacob, Pierre Reverdy, Joe Bousquet, Jean Follain, Saint-Pol-Roux, Roger Gilbert-Lecomte, Jean de Bosschère ou Roger Vitrac.
René Rougerie a transmis, en 1978, à son fils Olivier les commandes de l'atelier qui poursuit l'édition de poésie.  

## Auteurs édités
Liste non exhaustive
- Pierre Albert-Birot
- Max Alhau
- Guy Allix
- Gabrielle Althen
- Jacques Arnold
- Fernando Arrabal
- Maurice Audejean
- Ingrid Auriol
- Pierre Bacle
- Gilles Baudry
- Marcel Béalu
- Alain Blanc
- Gérard Bocholier
- Jean Bouhier
- Joë Bousquet
- Hélène Cadou
- Gaston Chaissac
- Francesca Yvonne Caroutch
- Jean Cassou
- Jean Paul Chague
- Marguerite Clerbout
- Olivier Deschizeaux
- Pierre Dhainaut
- Charles Dobzynski
- Georges Drano
- Nicole Drano-Stamberg
- Marc Dugardin
- Raymond Farina
- Yves-Alain Favre
- Emmanuel Flory
- Pierre Gabriel
- Jean-Pierre Geay
- Robert Giraud
- Xavier Grall[5]
- Guénane
- Marcel Hennart
- Gaspard Hons
- Max Jacob
- Jean-Jacques Kihm
- Hughes Labrusse
- Lina Lachgar
- Jean L'Anselme
- Yvon Le Men
- Anne-José Lemonnier
- Jean-Claude Leroy
- Françoise Lison-Leroy
- Henri Heurtebise
- Michel Manoll
- Jean-François Mathé
- Rouben Mélik
- André Miguel
- Janine Mitaud
- Luis Mizón
- Alain Morin
- Colette Nys-Mazure
- Serge Nunez Tolin
- Carlos Edmundo de Ory
- François Pacqueteau
- J.M.A. Paroutaud
- Délia Passever
- François Perche
- Yves Prié
- Paul Pugnaud
- Geneviève Raphanel
- Roland Reutenauer
- Joseph Rouffanche
- Jean Rousselot
- Saint-Pol-Roux[5]
- Sylvie-E. Saliceti
- Victor Segalen
- Michel Seuphor
- Pierre Silvain
- Charles Simic
- André Suarès
- Anne Teyssieras
- Maurice Toesca
- Marianne Van Hirtum
- Angèle Vannier
- Jean-Vincent Verdonnet
- Christian Viguié
- Évelyne Voldeng
- Jean-Claude Walter
- René Welter
- Jean-Claude Xuereb

### Autres
- Le 28 septembre 1995, dans la série « Métiers et caractères » des Nuits magnétiques, France Culture diffuse une émission consacrée aux éditions Rougerie, produite par Catherine Soullard.
- Josiane Duranteau, « De la rue des Sapeurs à la retraite de Mortemart », Le Monde, 21 janvier 1977.